# Theotonius Gomes
Theotonius Gomes CSC (* 9. April 1939 in Madbortek) ist emeritierter Weihbischof in Dhaka.

## Leben
Theotonius Gomes trat der Ordensgemeinschaft der Kongregation vom Heiligen Kreuz bei und empfing am 19. Dezember 1964 die Priesterweihe.
Papst Johannes Paul II. ernannte ihn am 19. Dezember 1978 zum Bischof von Dinajpur. Der Erzbischof von Dhaka, Michael Rozario, spendete ihm am 4. April des nächsten Jahres die Bischofsweihe; Mitkonsekratoren waren Linus Nirmal Gomes SJ, Bischof von Baruipur, und Michael Atul D’Rozario CSC, Bischof von Khulna.
Am 23. Februar 1996 wurde er zum Weihbischof in Dhaka und Titularbischof von Zucchabar ernannt.
Papst Franziskus nahm am 28. April 2014 seinen altersbedingten Rücktritt an.